# Château de la Brosse (Tence)
Pour les articles homonymes, voir Château de la Brosse.
Le château de la Brosse est un édifice fortifié médiéval situé à Tence, en France. Propriété de plusieurs familles nobles successives, il a plutôt servi à la surveillance qu'à des fins militaires.

## Situation et accès
L'édifice est situé au numéro 116 du chemin de la Brosse, à l'est du hameau de la Brosse, au nord du territoire communal de Tence. Plus largement, il se trouve dans le département de la Haute-Loire, en région Auvergne-Rhône-Alpes.

## Histoire
Au Moyen Âge, La Brosse constituait une baronnie dont le premier seigneur attesté est Pons Imbert de La Garde, actif entre 1296 et 1309. Plusieurs familles nobles s'y succèdent entre le XIVe et XVIe siècles, notamment les Malet de La Tour-Maubourg, Rochebaron-Usson, Semur, Lavieu, et Saint-Germain d'Apchon. 
En 1363, la seigneurie de la Brosse appartient par héritage maternel à Béatrice, fille de Guillaume dit Billaud de Rochebaron. Avec son mari Pierre de Semur, elle en fait aveu à l'évêque du Puy.
Contrairement à beaucoup de châteaux forts qui sont surtout des postes militaires dans les alentours, celui de la Brosse sert plutôt à la surveillance.
Au XVIe siècle, la seigneurie passe aux Clermont de Chaste, influents dans le Velay durant les Guerres de Religion, qui la conservent jusqu'en 1751. En 1752, par alliance matrimoniale, Marie-Charlotte de Clermont de Chaste transmet La Brosse à Marie-Louis de Caillebot de Salle, haut fonctionnaire royal (sénéchal du Velay, lieutenant général et gouverneur de la Marche). Celui-ci transforme en 1778 la maison forte en résidence de plaisance, comme l'indique la date gravée sur le fronton. À la Révolution, le domaine est vendu à la famille Maurin, toujours propriétaire. En déclin depuis 1935, le château fait l'objet d'une restauration intérieure dès les années 1970, sous la direction de l'architecte Claude Perron. Par ailleurs, une chapelle domestique, placé sous le double vocable de sainte Marguerite et saint Denis, a existé au XVe siècle, bien qu'aucun vestige n'en ait été conservé.

## Structure
L'édifice se compose d'un corps de logis allongé et d'une tour ronde. De l'ancienne maison forte subsistent principalement les caves, une tour d'angle coiffée d'un toit conique et la façade nord, marquée par des vestiges de mâchicoulis et des reprises de maçonnerie. La façade principale, reconstruite en 1778, présente deux étages et cinq travées. Elle était autrefois encadrée par deux pavillons du XIXe siècle, dont seul celui de droite, abritant le logement des gardiens, subsiste. L'escalier intérieur, modifié, compte aujourd'hui deux volées au lieu de trois. La tour comprend trois niveaux, chacun couvert d'une coupole. À l'est, des dépendances (remise, grange-étable) jouxtent le château. Un jardin s'étend devant la façade, avec une terrasse sud soutenue par des voûtes en berceau.

## Statut patrimonial et juridique
Le bâtiment fait l'objet d'un recensement dans l'Inventaire général du patrimoine culturel, en tant que propriété privée. L'enquête ou le dernier récolement est effectué en 1996.